# 大国玉神社 (桜川市)

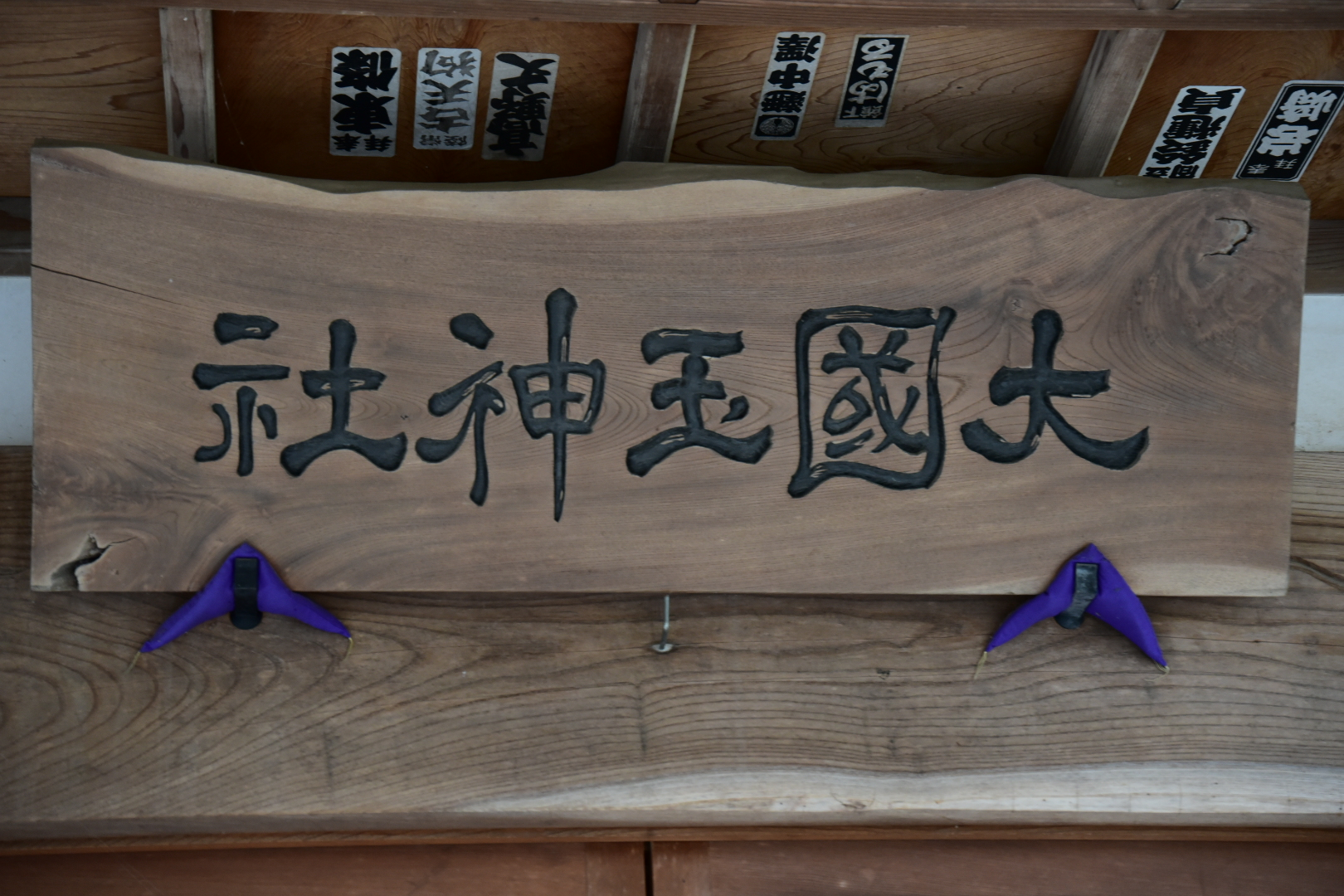
拝殿の扁額

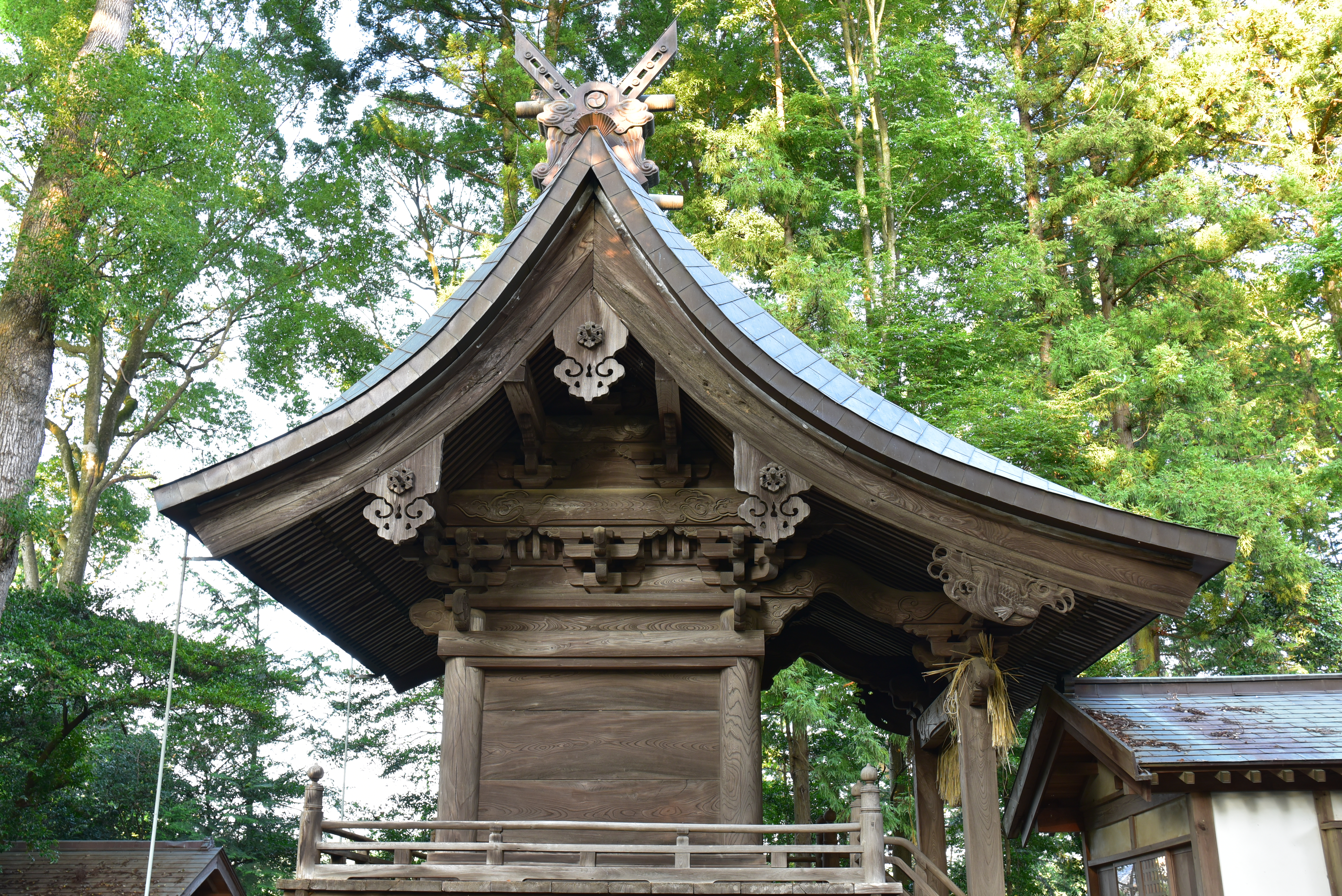
本殿

大国玉神社（おおくにたまじんじゃ）は、茨城県桜川市にある大国主命を祭神とする神社。愛称は明神さま。旧名は鹿島大明神（鹿島明神）。式内社（常陸国真壁郡、小社）。旧社格は郷社。旧字体で大國玉神社とも表記する。

## 由緒
創建は不詳。社伝では養老年間（717 - 724年）の創建としている。一説に天長年間（824 - 834年）ともいわれる。
六国史及び延喜式神名帳に記載がある古社である。
- 続日本後紀
  - 巻六。仁明天皇の代、承和4年（837年）3月、新治郡佐志能神とともに「眞壁郡大國玉神」として「並預官社。以比年特有靈驗也」（霊験甚だ大であったために官社に預る）とある。
  - 巻十五。同12年（846年）、「奉授常陸國无位大國玉神從五位下」（従五位下を授けられた）。
- 日本三代実録
  - 巻五。清和天皇の代、貞観3年（861年）9月、「授常陸國從五位下主玉神從五位上」（従五位上に昇叙）。
  - 歴史書のうち、唯一日本三代実録は神名を「主玉神」としているが、この神が大國玉神と同一神であるかははっきりしない。茨城県内には「主玉神」の比定社を称する神社は3社存在するため（鉾田市の主石神社、桜川市の鴨大神御子神主玉神社）、日本三代実録の見在社としては論社である。
- 延喜式神名帳
  - 延喜5年（927年）、常陸国真壁郡小一座「大國玉神社」（常陸国28社の一つ）。

元禄12年（1699年）11月、徳川光圀は四神の幡、日月の幡鉾を奉納。
明治5年（1872年）4月、郷社列格。
平成4年（1992年）10月、社殿改修。
古い地誌には名所「大国玉七井」として「宮前の井、久々津井、庚申前井、后の井、福泉甑井、福泉米井、福泉酒井」の紹介がある。

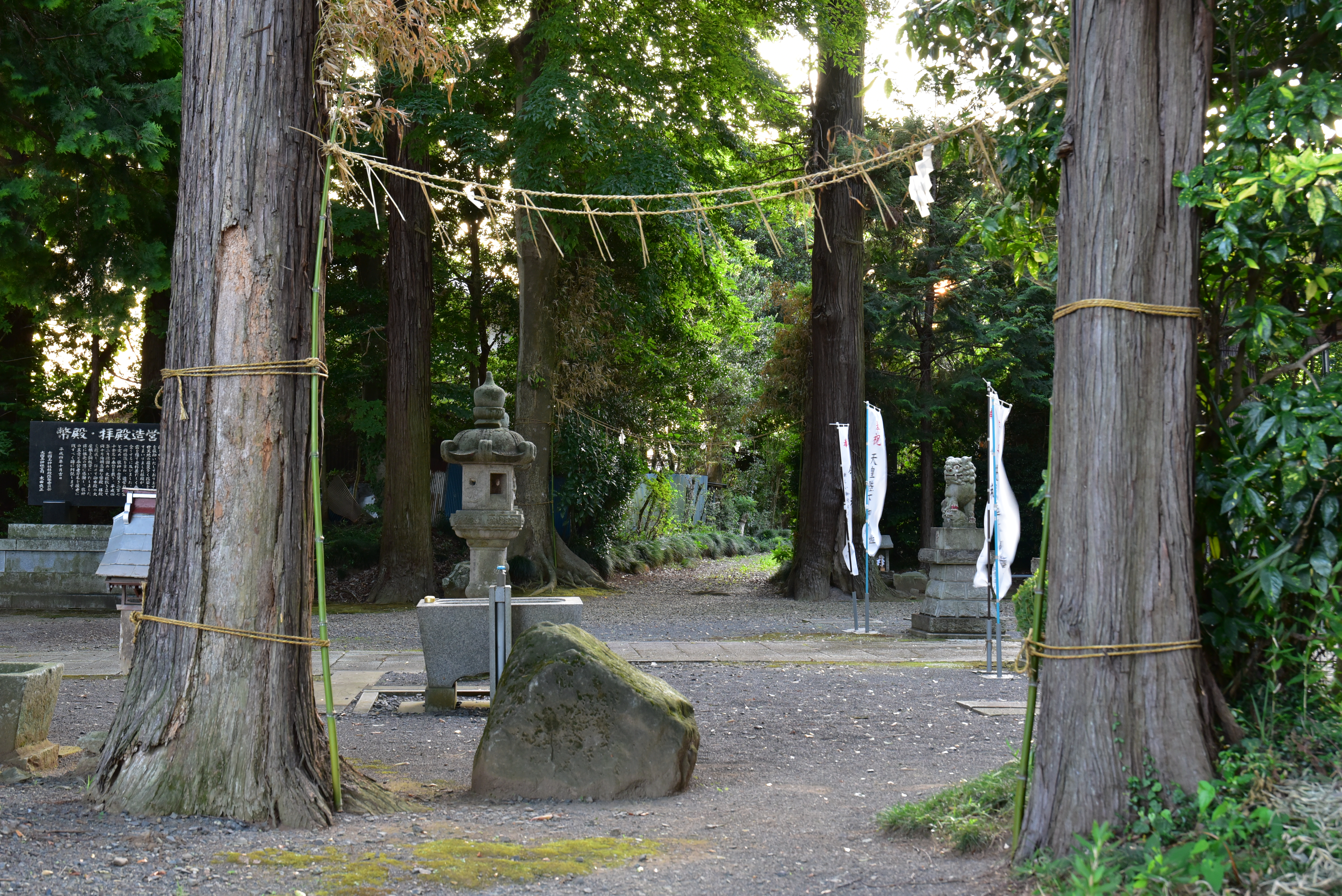
東側の生鳥居
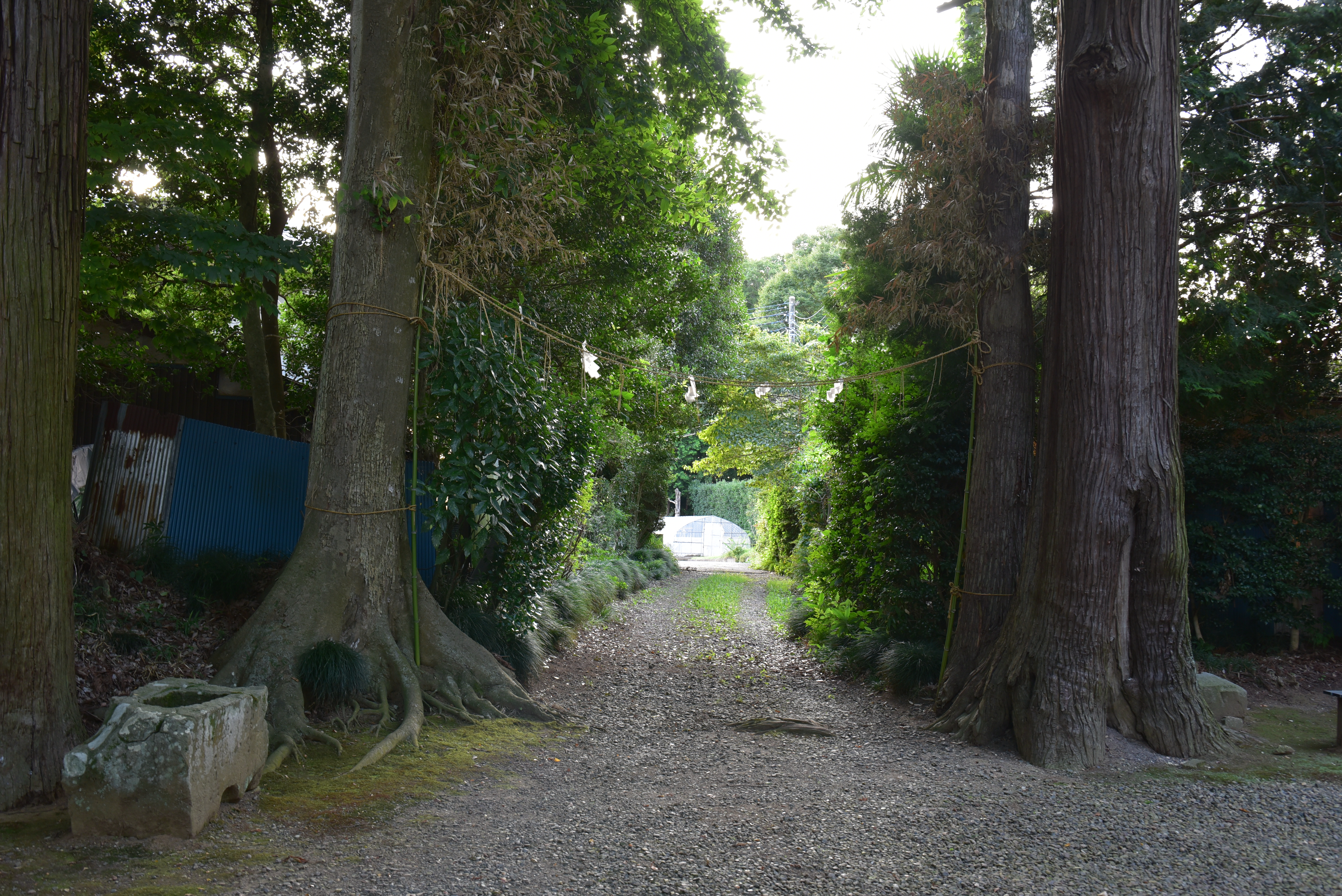
西側の生鳥居

## 祭神
主祭神
大国主命
配祀神
武甕槌命、別雷命
『新編常陸国誌』に「鹿島大明神と云、社伝によりて考えふるに、祭神二座あり、東を男体宮と云ひ、西を女体宮、又物忌宮と云ふ」とあり、往古は鹿島大明神と呼ばれ、男体宮と女体宮による二社一対の構図があった。女体宮の統合は「明治の始西の宮神官の職を解かれ東の宮の神官襲職し」とあり、明治期に行われた。現社地は男体宮の継承という。
女体宮の旧址は不詳だが、境内社の后神社は大国主命の正后須勢理比女命を祀っている。なお、大國玉神社の東にも后神社（単立社）があるが、こちらの祭神は平将門夫人「君の御前」で、御神体は木造女人像（后神社御神体。桜川市指定文化財）である。
祭神については「鹿嶋大神を祭れるにやあらん、又本社に伝ふる処の歌23首あり、何れも鹿島神の威霊を称へまつれるものなるをも証とすべし」といい、「大國玉神」あるいは「国神」とは各国を平治した神の尊称であり、常陸国においては武甕槌命の異名であったとしている。

## 境内社
- 后神社（須勢理比女命）
- 八坂神社（須佐之男命）
- 青麻神社（天照大御神、月読神、天之御中主神）
- 七拾五柱神社（八百萬神集合社。八百萬神）。

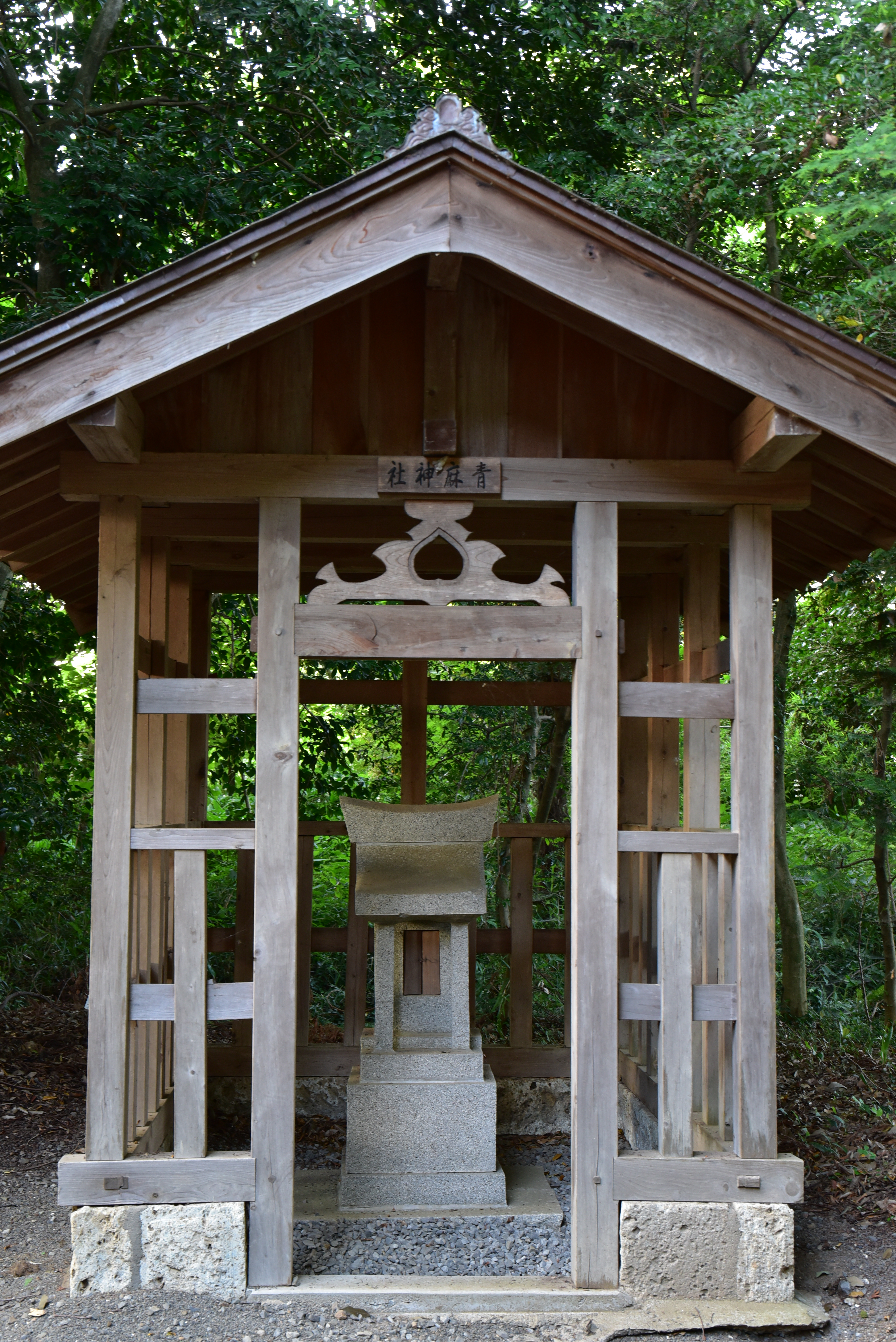
青麻神社
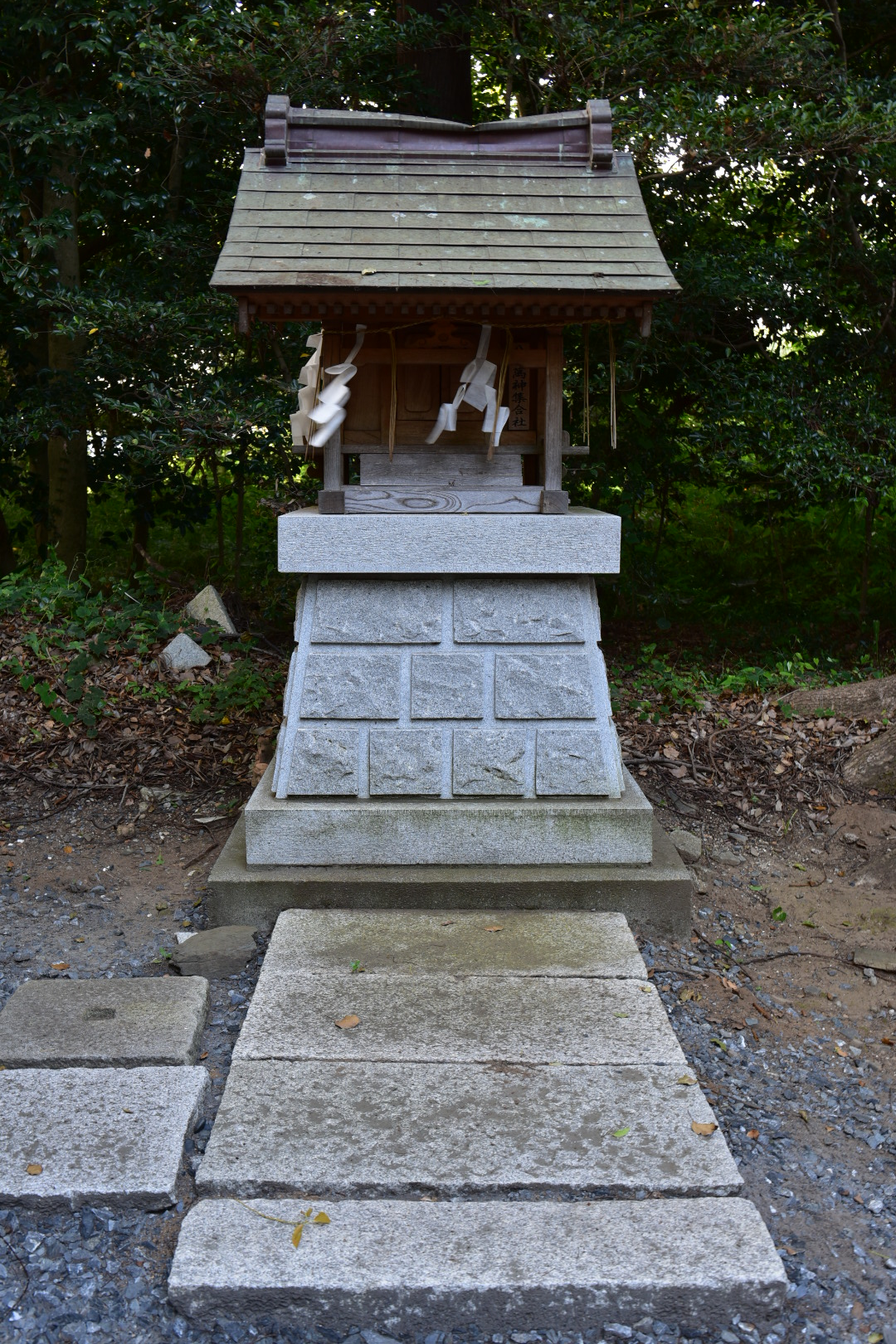
七拾五柱神社
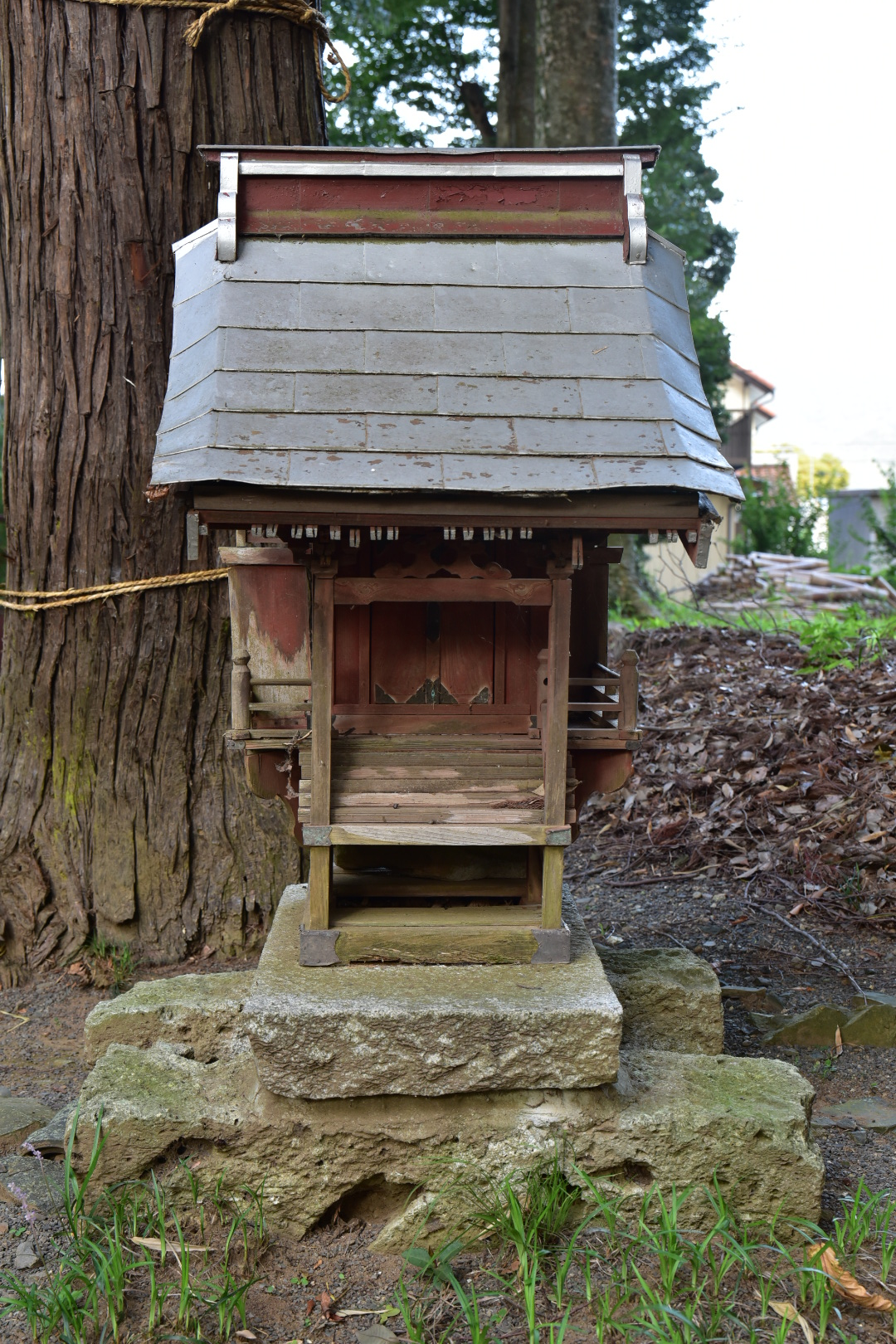
后神社
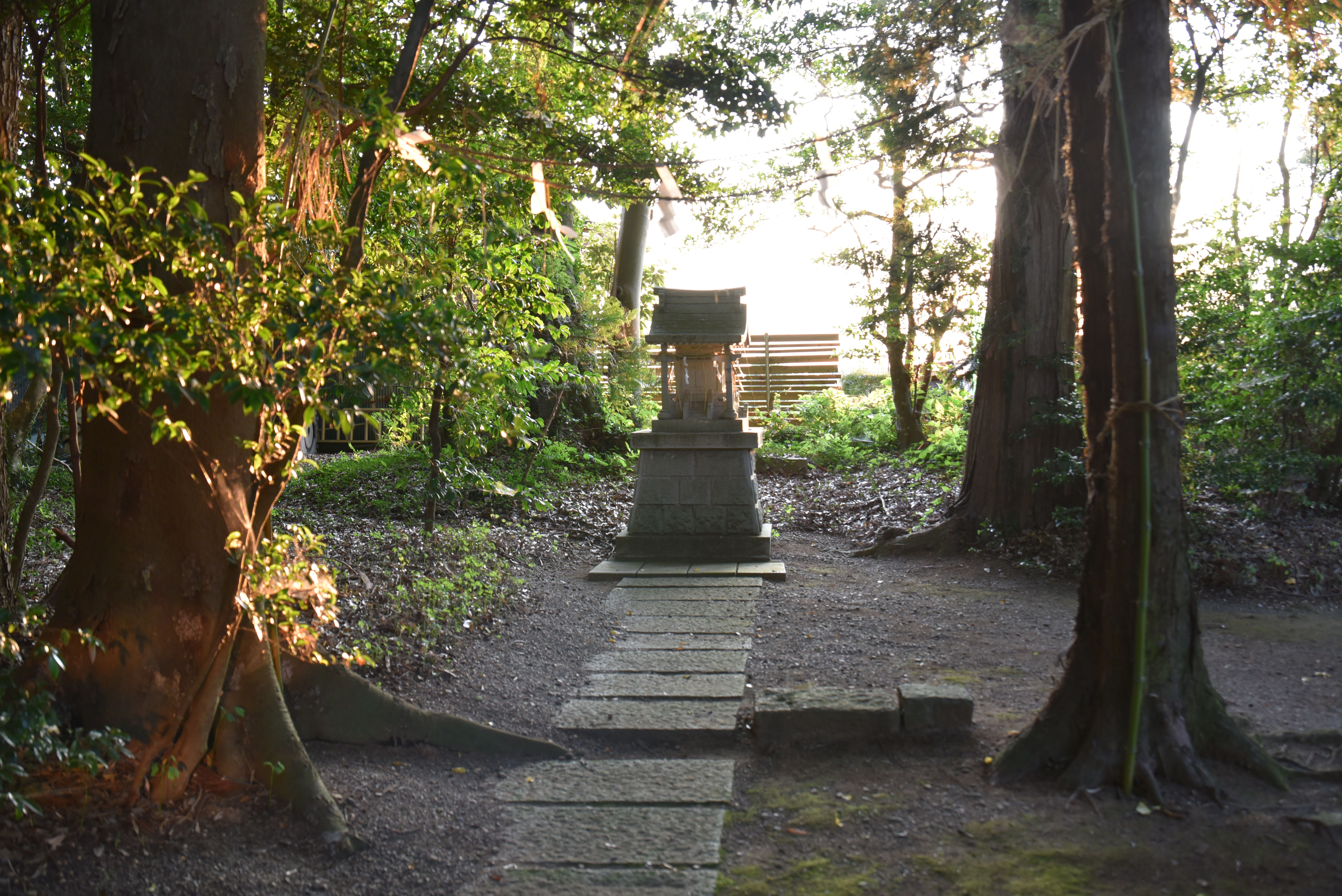
八坂神社

## 行事
- 1月3日：鍬の祭（鍬打祭） - 田遊び神事で五穀豊穣を祈願する。桜川市指定無形民俗文化財。
- 1月4日：さやど廻り祭 - 正式名を「大國玉神社末社七十五社御宮渡巡行」といい、大国玉地区内に祀られる末社を大榊をかつぎ太鼓を叩きながら巡行し、家内安全を祈願する。桜川市指定無形民俗文化財。
- 11月15日：例祭